# Кларк, Хорас
Хорас Мередит Кларк (англ. Horace Meredith Clarke, 2 июня 1939, Фредерикстед, Американские Виргинские острова — 5 августа 2020, Лорел, Мэриленд) — виргинский бейсболист, игрок второй базы. Выступал в Главной лиге бейсбола с 1965 по 1974 год. Большую часть карьеры провёл в составе «Нью-Йорк Янкис».

## Биография
Хорас родился 2 июня 1939 года в городе Фредерикстед. Он был младшим из шести детей в семье Денниса и Вивиан Кларк. В детстве он играл в софтбол, а с бейсболом познакомился, наблюдая за играми американских военных моряков. Позже Кларк начал играть за команду школы Кристианстед.
На островах скаутами Главной лиги бейсбола регулярно проводились просмотры и в 1958 году Кларк подписал контракт с клубом «Нью-Йорк Янкис». Профессиональную карьеру он начал в составе «Кирни Янкис» в Лиге штата Небраска. Первый сезон ушёл у него на адаптацию, но уже тогда Хорас демонстрировал свою высокую скорость, украв 27 баз. В последующие несколько лет, на различных уровнях младших лиг, он был в числе лидеров по этому показателю. В 1960 году его включили в состав команды звёзд Северной лиги. Во время межсезонья Кларк регулярно играл в чемпионате Зимней лиги Пуэрто-Рико. В 1965 году он был переведён в основной состав «Янкис» как универсальный игрок инфилда. Тринадцатого мая состоялся его дебют в Главной лиге бейсбола.
В своём первом сезоне в составе «Янкис» он сыграл за команду в 51 матче, отбивая с показателем 25,9 %. В 1966 году, когда команда впервые с 1912 года финишировала на последнем месте в чемпионате, Кларк заменил в стартовом составе травмированного Рубена Амаро. Ещё через год завершил карьеру Бобби Ричардсон и он стал основным игроком второй базы. В регулярном чемпионате 1967 года Хорас провёл 143 игры, в которых отбивал с эффективностью 27,2 %. Также он украл 21 базу. Лучший свой сезон Кларк провёл в 1969 году, показав рекордный для себя показатель отбивания 28,5 %.
«Янкис» он покинул по ходу сезона 1974 года. Новый владелец клуба Джордж Стейнбреннер проводил масштабное обновление состава и Кларк был продан в «Сан-Диего Падрес» за 25 тысяч долларов. До конца регулярного чемпионата Хорас сыграл ещё в 42 матчах. После завершения сезона он объявил об окончании своей карьеры.
Хорас вернулся на Санта-Крус и, вместе с другим бывший игроком Главной лиги бейсбола из Фредерикстеда Элмо Пласкеттом, работал инструктором в местных бейсбольных программах. В 1980-х годах он в течение нескольких лет работал скаутом в «Канзас-Сити Роялс». Карьера Кларка послужила толчком к развитию бейсбола на Американских Виргинских островах, где традиционно основным видом спорта был баскетбол.
В 1997 году он вышел на пенсию. Живя во Фредерикстеде, Хорас играл в любительском джазовом ансамбле. Он перенёс несколько операций на сердце, бедре и колене. В последние годы жизни Кларк страдал от болезни Альцгеймера, осложнения которой стали причиной его смерти. Хорас Кларк скончался 5 августа 2020 года в доме своего сына в Лореле в возрасте 81 года.